# Poul Petersen (bádminton)
Poul Petersen es un deportista danés que compitió en bádminton. Ganó una medalla de plata en el Campeonato Europeo de Bádminton de 1974 en la prueba de dobles.

## Palmarés internacional
| Campeonato Europeo | Campeonato Europeo | Campeonato Europeo | Campeonato Europeo |
| Año                | Lugar              | Medalla            | Prueba             |
| ------------------ | ------------------ | ------------------ | ------------------ |
| 1974               | Viena (Austria)    | Medalla de plata   | Dobles             |